# Ex mattatoio di Roma
Der Ex mattatoio di Roma, auch Mattatoio Testaccio oder Campo Boario ist ein ehemaliger Schlachthof im Rione Testaccio (Rione) in der italienischen Hauptstadt Rom.
Er entstand im Jahr 1888 und wurde von dem Italienischen Architekten Gioacchino Ersoch entworfen. 1975 wurde der Schlachthof stillgelegt. In den Jahren 1976 bis 2002 wurde der geräumige Hinterplatz mit einer Fläche von 105.000 Quadratmetern als Veranstaltungsplatz für viele Konzerte genutzt.
So traten beispielsweise schon international bekannte Musiker wie Zucchero und Eric Clapton im Jahr 1989 auf dem Gelände auf. Heute wird das Gebäude für Ausstellungen als Zweigstelle des Museo d’Arte Contemporanea di Roma MACRO genutzt. Der auf 3.500 Quadratmeter eingedämmte Hinterhof wird für kleinere kulturelle Veranstaltungen genutzt.